# لشکر ۴ پیاده (عراق)
لشکر ۴ پیاده عراق (انگلیسی: 4th Division) لشکر پیاده‌نظام موتوریزه نیروی زمینی عراق است، که در سال ۱۹۳۰ تأسیس شد. این لشکر در خلال جنگ ایران و عراق از یگان‌های عمل‌کننده ارتش عراق بود و در عملیات طریق‌القدس شرکت داشت. ستاد فرماندهی لشکر ۴ پیاده در تکریت قرار دارد.

## تاریخچه
این لشکر یکی از چهار لشکر اصلی ارتش عراق بود که در سال ۱۹۴۱ فعال خود را آغاز کرد. در آغاز جنگ عراق و انگلستان، این لشکر در دیوانیه در خط آهن اصلی بغداد به بصره قرار داشت. در سال‌های ۱۹۷۷–۱۹۷۸، گزارش‌های وابسته‌های نظامی بریتانیا از بغداد حاکی از آن بود که این لشکر بخشی از سپاه اول بود که ستاد لشکر در موصل و تیپ‌های موصل (پنجم)، دهوک (هجدهم)، سنجار (بیست و یکم) به علاوه دو تیپ ذخیره بدون مکان، ۹۳ و ۹۹، در آن مستقر بودند. قبل از حمله به عراق در سال ۲۰۰۳، این لشکر بخشی از سپاه پنجم در شمال بود که شامل تیپ‌های پیاده نظام ۵، ۲۹ و ۹۶ می‌شد. این لشکر به همراه بقیه ارتش توسط دستور شماره ۲ حکومت موقت ائتلاف در اواسط سال ۲۰۰۳ منحل شد.
لشکر ۴ پیاده بعدها با بقیه ارتش عراق دوباره تشکیل شد. گردان‌های لشکر چهارم، واحدهای سابق گارد ملی عراق بودند که به صورت محلی استخدام می‌شدند. این لشکر از نظر قومی متنوع بود و کنترل عملیاتی تعدادی از گردان‌های زیرساخت استراتژیک را که از خطوط لوله نفت محافظت می‌کردند، بر عهده داشت. واحدهای زیرساخت استراتژیک اکنون از هم جدا شده و به لشکر ۱۲ پیاده تبدیل شده‌اند. تیپ چهارم لشکر ۴ به لشکر ۱۲ منتقل شد و تیپ هفدهم جدید در ژوئیه ۲۰۰۸ در حال آموزش بود.
امروزه پایگاه این لشکر در شهر تکریت قرار دارد. این لشکر در سال ۲۰۰۶ مجوز گرفت و مسئولیت اکثر استان‌های صلاح‌الدین و کرکوک، از جمله شهرهای بزرگ سامرا و تکریت را برعهده گرفت. با این حال، در اواسط سال ۲۰۱۰، مسئولیت استان التأمین را واگذار کرد و در حال حاضر مسئول امنیت اکثر استان صلاح‌الدین است.
تیپ چهاردهم به عنوان بخشی از این لشکر در جریان عملیات شوالیه‌ها در بصره در ماه مه ۲۰۰۸ مستقر شد، اما متعاقباً مسئولیت منطقه شرقاط در شمال تکریت را برعهده گرفته است.

## سازمان
- ستاد لشکر - تکریت
- تیپ چهاردهم پیاده‌نظام - ستاد فرماندهی نزدیک بیجی
- تیپ شانزدهم موتوریزه - ستاد فرماندهی نزدیک توز
- تیپ هفدهم موتوریزه - ستاد فرماندهی سامرا و تحت فرماندهی و کنترل فرماندهی عملیات سامرا
- تیپ چهل و هشتم موتوریزه - ستاد فرماندهی نزدیک تکریت
- هنگ چهارم مهندسی رزمی - ستاد فرماندهی نزدیک تکریت
- هنگ چهارم توپخانه میدانی - ستاد فرماندهی برنامه‌ریزی شده نزدیک بیجی
- هنگ چهارم حمل و نقل و تدارکات - تکریت، اما قرار است غیرفعال شود
- گردان چهارم کماندو - ستاد فرماندهی نزدیک توز
- گردان چهارم شناسایی و نظارت - ستاد فرماندهی نزدیک تکریت[۶]